# Chullpa

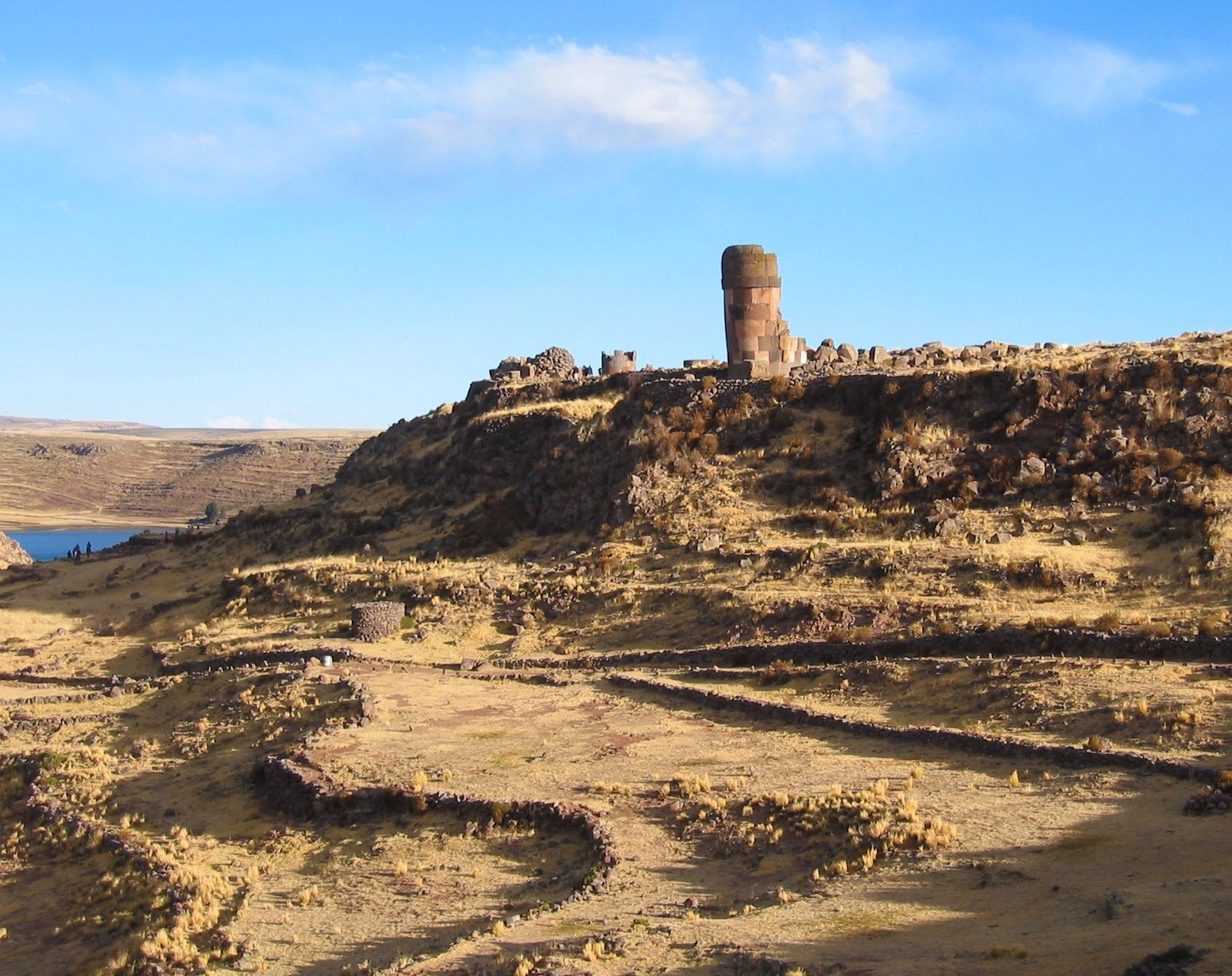
Panorama della penisola di Sillustani, sul lago Umayo, in Perù. La costruzione più alta è la chullpa del Lagarto.

La chullpa o chulpa è un monumento funerario apogeo caratteristico di alcune civiltà preincaiche, costruito in pietra o in adobe e destinato in genere a persone di alto rango sociale. A seconda della sua localizzazione geografica e della cultura alla quale è dovuta la sua costruzione, la struttura può assumere la forma di una torre a pianta circolare o di un edificio a pianta quadrata o rettangolare.
Originariamente ritenute esclusive della cultura aymara, sviluppatasi nell'altopiano compreso tra il Perù meridionale e la Bolivia, sono oggi considerate chullpa, per estensione, anche le camere sepolcrali di forma diversa diffuse più a nord, nelle Ande centrali, dove la loro tradizione risale all'orizzonte medio o all'ultima fase del periodo intermedio antico.

## Etimologia
Non esiste traccia del termine chullpa nelle cronache spagnole del XVI e del XVII secolo; il primo a menzionarlo fu il diplomatico francese Eugène de Sartiges nel 1834, seguito nel 1877 dall'archeologo statunitense Ephraim George Squier.
Sedici anni dopo, in una nota ad una nuova edizione dell'opera del gesuita spagnolo Bernabé Cobo, l'esploratore e scrittore Marcos Jiménez de la Espada registrò che il giusto termine per indicare i monumenti sepolcrali preispanici non fosse quello ormai in uso di chullpa ma la parola aymara amaya-uta, che significa semplicemente “casa del defunto”. Jiménez non fornisce l'origine del termine usato a suo giudizio in maniera sbagliata, ma spiega che tale parola indicava la cesta che custodiva i cadaveri mummificati, composta da erba ichu intrecciata o da canne di totora.
La ricerca etimologica sembra indicare che il termine chullpa non fosse usato in epoca preincaica, ma sia entrato in uso in epoca più tarda per indicare gli edifici sepolcrali di un'area geografica ristretta dove era diffusa la lingua aymara; la mole monumentale di strutture come quelle presenti nel sito di Sillustani avrebbe in seguito imposto tale nome anche al di fuori di tale regione.

## Cronologia
Secondo la nozione tradizionale di chullpa, tali strutture sono state costruite sugli altopiani compresi tra Perù e Bolivia tra la fine dell'epoca Tiahuanaco e la conquista spagnola, vale a dire tra l'inizio del periodo intermedio recente (1000-1450) e la fine dell'orizzonte tardo (1450-1532). Il fatto che non siano state trovate all'interno degli edifici sepolcrali ceramiche di stile Tiahuanaco sembra smentire l'ipotesi che tali strutture siano un'evoluzione delle camere funerarie costruite dalla precedente cultura. Le datazioni radiometriche effettuate sembrano indicare che la nuova cultura attecchì nel nucleo della zona d'influenza Tiahuanaco agli inizi del XIV secolo, almeno 200 anni dopo la scomparsa di quest'ultima civiltà; le chullpas più antiche sono quelle esaminate a nord del lago Poopó, risalenti alla seconda metà del XIII secolo. Sembra in tal modo assodato che questi edifici furono eretti dalle civiltà che si sostituirono ai Tiahuanaco nella regione, principalmente i Lupaca e i Colla, e che tale tradizione continuò in epoca incaica fino ad arrivare ai primi anni della colonizzazione spagnola.
Lo studioso John Hyslop ha proposto una cronologia di costruzione composta da due fasi distinte; la prima, chiamata Fase Altopiano, sarebbe durata tra il 1100 e il 1450, e sarebbe caratterizzata da chullpas circolari e basse con muri grezzamente lavorati, mentre la seconda, chiamata Fase Chucuito-Inca, sarebbe occorsa tra il 1450 e il 1550, promuovendo la costruzione di monumenti più elaborati, con la presenza di diverse nicchie e di decorazioni scultoriche. A questo periodo apparterrebbero anche i monumenti a pianta quadrata, che sarebbero stati eretti all'interno del Tawantinsuyu per celebrare le élite locali.
Le chullpas delle zone andine settentrionali del Perù, di forma differente, secondo alcuni studiosi non sono collegate al fenomeno rilevato nell'altopiano. La loro costruzione, molto più antica, divenne una tradizione consolidata a partire dal 600 d.C., tra la fine del periodo intermedio antico e l'inizio dell'orizzonte medio, durante il declino della cultura Recuay nella regione e la loro estrema variabilità di forma e di misure porterebbe a pensare che in questo caso non si sarebbe trattato di un edificio destinato esclusivamente alle élite. Lo studioso William Isbell ha ipotizzato che tali edifici costituiscano una forma di resistenza nei confronti di una classe emergente composta da capi locali appoggiati forse da elementi della civiltà Huari in espansione.

## Aspetti architettonici

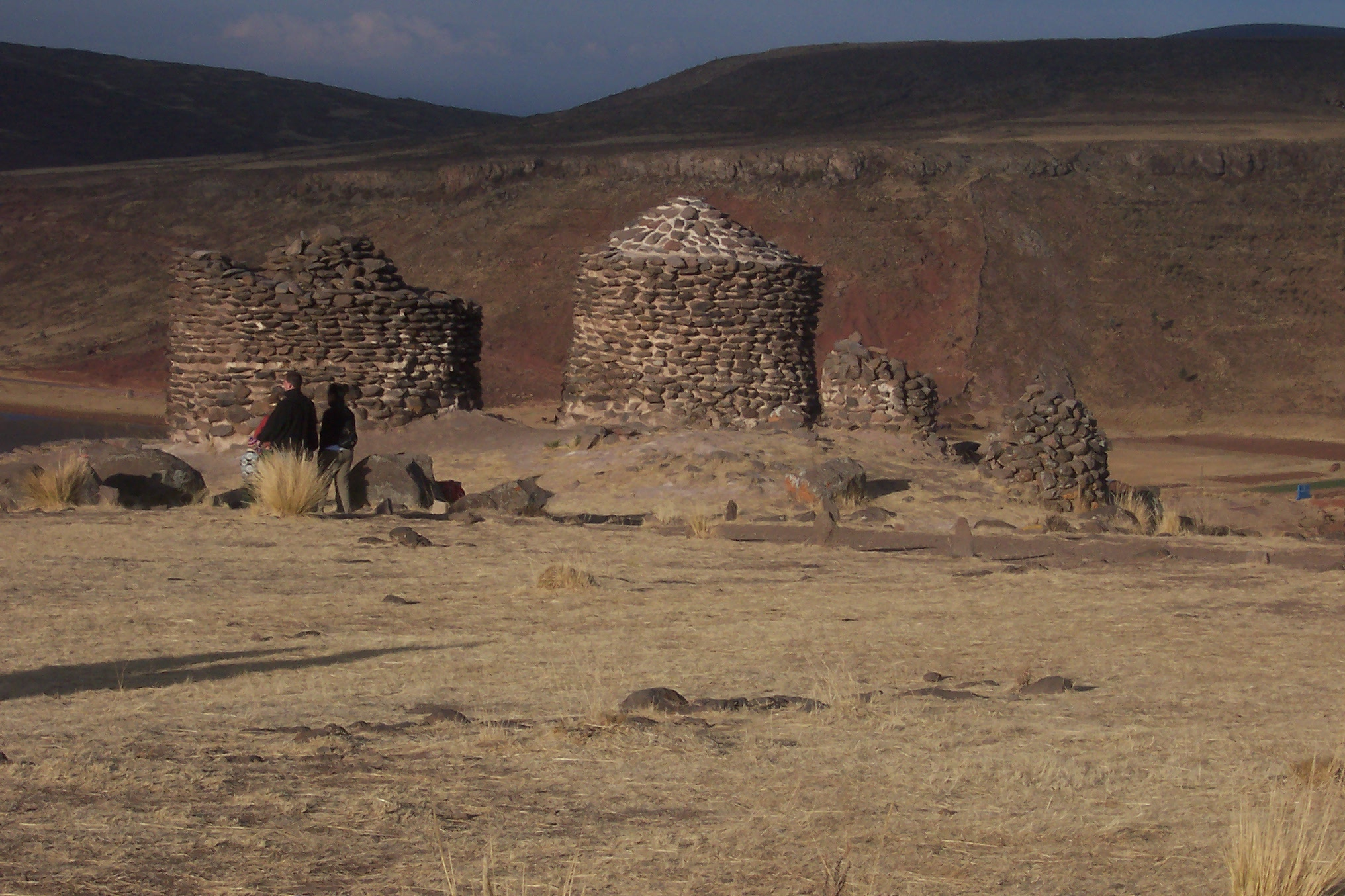
Chullpas presso il sito archeologico di Sillustani

Le chullpas dell'altopiano sono costruzioni con un'altezza compresa tra 1,5 m e 8 m, di pianta circolare o quadrangolare; la maggior parte di esse è costruita con adobe, ma sono abbastanza comuni anche gli edifici in pietra. Possono variare considerevolmente per misura, forma e stile costruttivo.
L'estrema variabilità di tipologie si riflette anche nella dislocazione delle chullpas all'interno del paesaggio: i monumenti funerari possono essere infatti isolati o riuniti tra di loro in vere e proprie necropoli più o meno lontane dagli insediamenti abitati. Disposte su uno o più piani, sono dotate di un'apertura rivolta preferibilmente verso est, in probabile relazione con il culto solare, ma non sono rari gli accessi orientati in altre direzioni; alcuni studiosi ipotizzano che la diversa dislocazione delle aperture il fatto che la costruzione fosse dovuta a identità etniche diverse, probabilmente di lingua puquina.
Le strutture funerarie più antiche presenti nella regione di Ancash, chiamate anch'esse per estensione chullpas, sono invece di forma quadrata e presentano un accesso e una finestrella; sono in genere costruite con la tecnica denominata huanca y pachilla, che consiste nell'alternare strati di grossi massi con altri di piccole pietre piatte, e contengono all'interno diverse camere.

## Siti archeologici
Le chullpas sono diffuse in una vasta area delle Ande centrali e dell'altopiano del Titicaca, ma alcuni siti archeologici sono noti per contenere una grande quantità di tali strutture. A Kulli Kulli, nella provincia di Aroma, sono presenti tre diverse zone in cui sorgono questi monumenti, per un totale di 58 esemplari; a metà del XX secolo era stato censito un numero maggiore di unità, ma a causa del saccheggio sistematico, del vandalismo e dell'incuria alcuni monumenti sono stati persi. Tutte orientate verso est, le chullpas sono state costruite tra la fine del XIII e l'inizio del XIV secolo; le più antiche sono quelle situate al centro del sito principale. Molte di esse sono state erette a pochi metri le une dalle altre, formando una linea. Il sito presenta una delle maggiori concentrazioni di camere sepolcrali delle Ande, portando ad ipotizzare che in esso si sia sviluppata una tradizione rituale diversa rispetto ad altri luoghi.
A Sillustani, nella provincia di Puno, è presente un insieme di chullpas su una penisola che si protende nel lago Umayo, ad un'altitudine di circa 4000 m s.l.m. I monumenti funerari sono per la maggior parte disposti sui bordi superiori della penisola, ma esistono anche elementi isolati o riuniti in piccoli gruppi; la costruzione risale a tre diversi periodi culturali, culminati nel dominio inca. La più imponente di queste strutture, chiamata chullpa del Lagarto (in italiano chullpa della Lucertola) per la presenza di un rilievo scolpito raffigurante tale animale, ha una forma a tronco di cono rovesciato, con la parte superiore più ampia rispetto alla base; tale soluzione è puramente estetica e non ha alcuna motivazione strutturale.
Un altro sito significativo in cui si possono trovare raggruppamenti di chullpas è ubicato a Caillama, nella regione cilena di Arica e Panaricota, dove esiste un insieme di monumenti funerari a pianta rettangolare costruiti in argilla e risalenti al periodo intermedio recente.